# Campionati europei di ciclismo su pista 2016
I Campionati europei di ciclismo su pista 2016 si sono svolti a Saint-Quentin-en-Yvelines nell'omonimo velodromo, in Francia, dal 19 al 23 ottobre 2016.

## Programma
Ai campionati europei di ciclismo su pista 2016 si sono disputate 23 prove, 12 maschili ed 11 femminili.
Mercoledi 19 ottobre
- Mezzofondo maschile
- Chilometro a cronometro
- Scratch maschile
- 500 metri a cronometro
- Corsa a eliminazione femminile

Giovedi 20 ottobre
- Velocità a squadre maschile
- Inseguimento a squadre maschile
- Corsa a eliminazione maschile
- Velocità a squadre femminile
- Inseguimento a squadre femminile
- Scratch femminile

Venerdi 21 ottobre
- Omnium maschile
- Inseguimento individuale femminile
- Kerin femminile
- Corsa a punti femminile

Sabato 22 ottobre
- Velocità individuale maschile
- Inseguimento individuale maschile
- Corsa a punti maschile
- Omnium femminile

Domenica 23 ottobre
- Keirin maschile
- Americana maschile
- Velocità individuale femminile
- Americana femminile

## Medagliere
| Pos.   | Paese         | Oro | Argento | Bronzo | Totale |
| ------ | ------------- | --- | ------- | ------ | ------ |
| 1      | Francia       | 5   | 1       | 1      | 7      |
| 2      | Russia        | 3   | 1       | 1      | 5      |
| 3      | Gran Bretagna | 2   | 4       | 2      | 8      |
| 4      | Paesi Bassi   | 2   | 2       | 4      | 8      |
| 5      | Spagna        | 2   | 1       | 1      | 4      |
| 6      | Svizzera      | 2   | 1       | 0      | 3      |
| 7      | Lituania      | 2   | 0       | 2      | 4      |
| 8      | Belgio        | 1   | 3       | 2      | 6      |
| 9      | Polonia       | 1   | 3       | 1      | 5      |
| 10     | Italia        | 1   | 2       | 0      | 3      |
| 11     | Ucraina       | 1   | 1       | 1      | 3      |
| 12     | Rep. Ceca     | 1   | 0       | 2      | 3      |
| 13     | Danimarca     | 1   | 0       | 0      | 1      |
| 14     | Germania      | 0   | 2       | 1      | 3      |
| 15     | Grecia        | 0   | 1       | 0      | 1      |
| 16     | Bielorussia   | 0   | 0       | 1      | 1      |
| 16     | Irlanda       | 0   | 0       | 1      | 1      |
| Totale | Totale        | 22  | 22      | 22     | 66     |

## Sommario degli eventi
| Eventi                            | Oro                                                                    | Prestazione | Argento                                                                   | Prestazione | Bronzo                                                            | Prestazione |
| Uomini                            |                                                                        |             |                                                                           |             |                                                                   |             |
| Chilometro a cronometro dettagli  | Quentin Lafargue Francia                                               | 1'00"685    | Eric Engler Germania                                                      | 1'00"807    | Tomáš Bábek Rep. Ceca                                             | 1'00"966    |
| Keirin dettagli                   | Tomáš Bábek Rep. Ceca                                                  |             | Andrij Vynokurov Ucraina                                                  |             | Charlie Conord Francia                                            |             |
| Velocità dettagli                 | Pavel Jakuševskij Russia                                               |             | Roy van den Berg Paesi Bassi                                              |             | Andrij Vynokurov Ucraina                                          |             |
| Velocità a squadre dettagli       | Polonia Maciej Bielecki Kamil Kuczynski Mateusz Rudyk Mateusz Lipa     | 43"211      | Gran Bretagna Jack Carlin Ryan Owens Joseph Truman                        | 43"398      | Germania Eric Engler Robert Förstemann Jan May                    | 43"083      |
| Inseguimento individuale dettagli | Corentin Ermenault Francia                                             | 4'18"778    | Filippo Ganna Italia                                                      | 4'19"084    | Dion Beukeboom Paesi Bassi                                        | 4'21"905    |
| Inseguimento a squadre dettagli   | Francia Thomas Denis Corentin Ermenault Florian Maitre Benjamin Thomas | 3'57"594    | Italia Filippo Ganna Simone Consonni Francesco Lamon Michele Scartezzini  | 3'58"871    | Gran Bretagna Matthew Bostock Oliver Wood Kian Emadi Mark Stewart |             |
| Corsa a punti dettagli            | Niklas Larsen Danimarca                                                | 83 punti    | Kenny De Ketele Belgio                                                    | 53 punti    | Raman Ramanau Bielorussia                                         | 36 punti    |
| Americana dettagli                | Spagna Sebastián Mora Albert Torres                                    | 51 punti    | Francia Morgan Kneisky Benjamin Thomas                                    | 45 punti    | Belgio Kenny De Ketele Moreno De Pauw                             | 44 punti    |
| Scratch dettagli                  | Gaël Suter Svizzera                                                    |             | Adrian Teklinski Polonia                                                  |             | Wim Stroetinga Paesi Bassi                                        |             |
| Omnium dettagli                   | Albert Torres Spagna                                                   | 126 punti   | Gaël Suter Svizzera                                                       | 123 punti   | Benjamin Thomas Francia                                           | 114 punti   |
| Corsa a eliminazione dettagli     | Loïc Perizzolo Svizzera                                                |             | Christos Volikakis Grecia                                                 |             | Jiří Hochmann Rep. Ceca                                           |             |
| Mezzofondo dettagli               | Germania Stefan Schäfer Peter Bauerlein (pilota)                       |             | Germania Franz Schiewer Gerhard Geßler (pilota)                           |             | Svizzera Giuseppe Atzeni René Aebi (pilota)                       |             |
| Donne                             |                                                                        |             |                                                                           |             |                                                                   |             |
| 500 metri a cronometro dettagli   | Dar'ja Šmelëva Russia                                                  | 34"310      | Pauline Grabosch Germania                                                 | 34"318      | Anastasija Vojnova Russia                                         | 34"483      |
| Keirin dettagli                   | Ljubov Basova Ucraina                                                  |             | Nicky Degrendele Belgio                                                   |             | Simona Krupeckaitė Lituania                                       |             |
| Velocità dettagli                 | Simona Krupeckaitė Lituania                                            |             | Anastasija Vojnova Russia                                                 |             | Tania Calvo Spagna                                                |             |
| Velocità a squadre dettagli       | Russia Anastasija Vojnova Dar'ja Šmelëva                               | 33"356      | Spagna Tania Calvo Helena Casas                                           | 33"425      | Lituania Simona Krupeckaitė Miglė Marozaitė                       | 33"871      |
| Inseguimento individuale dettagli | Katie Archibald Gran Bretagna                                          | 3'29"878    | Justyna Kaczkowska Polonia                                                | 3'33"188    | Anna Turvey Irlanda                                               | 3'36"591    |
| Inseguimento a squadre dettagli   | Italia Elisa Balsamo Tatiana Guderzo Simona Frapporti Silvia Valsecchi | 4'22"314    | Polonia Justyna Kaczkowska Katarzyna Pawłowska Daria Pikulik Nikol Płosaj | 4'27"845    | Gran Bretagna Emily Kay Dannielle Khan Manon Lloyd Emily Nelson   | 4'26"744    |
| Corsa a punti dettagli            | Kirsten Wild Paesi Bassi                                               | 25 punti    | Jolien D'Hoore Belgio                                                     | 24 punti    | Katarzyna Pawłowska Polonia                                       | 14 punti    |
| Americana dettagli                | Belgio Jolien D'Hoore Lotte Kopecky                                    | 36 punti    | Gran Bretagna Emily Kay Emily Nelson                                      | 26 punti    | Paesi Bassi Nina Kessler Kirsten Wild                             | 22 punti    |
| Scratch dettagli                  | Aušrinė Trebaitė Lituania                                              |             | Elinor Barker Gran Bretagna                                               |             | Kirsten Wild Paesi Bassi                                          |             |
| Omnium dettagli                   | Katie Archibald Gran Bretagna                                          | 125 punti   | Kirsten Wild Paesi Bassi                                                  | 119 punti   | Lotte Kopecky Belgio                                              | 115 punti   |
| Corsa a eliminazione dettagli     | Kirsten Wild Paesi Bassi                                               |             | Katie Archibald Gran Bretagna                                             |             | Laurie Berthon Francia                                            |             |